# Jesús María Sanromá

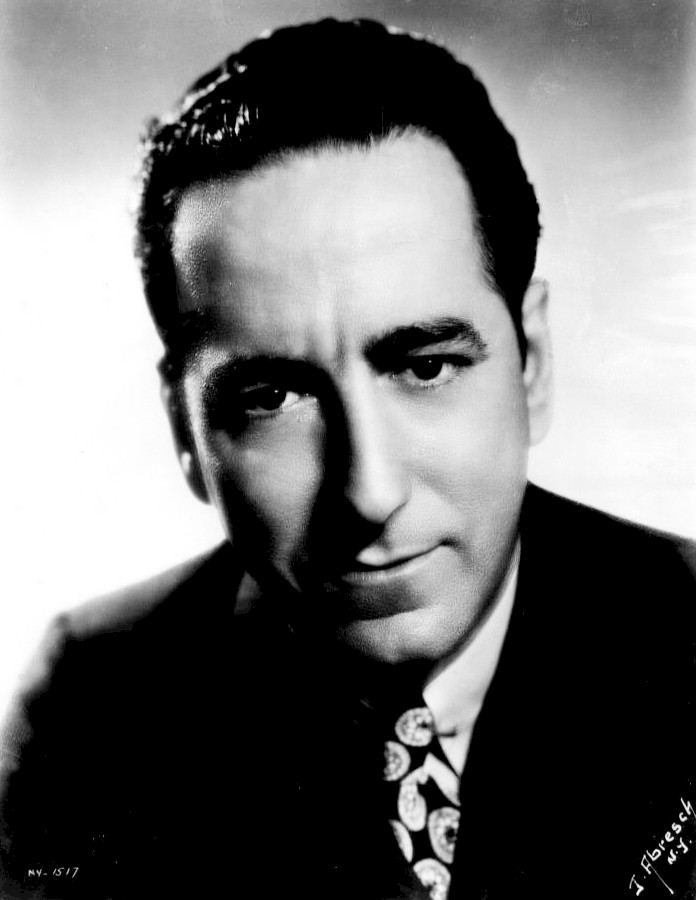
Jesús María Sanromá, 1953

Jesús María Sanromá (* 7. November 1903 in Fajardo; † 12. Oktober 1984 in San Juan) war ein puerto-ricanischer Pianist und Musikpädagoge. 
Der Sohn eines katalanischen Auswanderers debütierte als Pianist elfjährig am Städtischen Theater seiner Geburtsstadt und erhielt dreizehnjährig ein Stipendium, das ihm das Studium am New England Conservatory of Music in Boston bei Antoinette Szumowska-Adamowska (1924–27) ermöglichte.  Er setzte seine Ausbildung 1927 bei Alfred Cortot in Paris und Artur Schnabel in Berlin fort. Bereits 1924 wurde er von Sergei Kussewitzki als Pianist für das Boston Symphony Orchestra verpflichtet. Er war zwanzig Jahre lang Solopianist dieses Orchesters, mit dem er Werke zeitgenössischer Komponisten wie Sergei Prokofjew, Paul Hindemith, Walter Piston, Ernst Toch, Heitor Villa-Lobos, Vernon Duke, Edward Burlingame Hill, John Carpenter, Ernest Bloch, Carlos Chavez, Igor Strawinski, Pablo Casals und Leonard Bernstein aufführte und einspielte. 
Er arbeitete mit Igor Strawinski, mit dem er befreundet war, Paul Hindemith, Sergei Prokofjew und Carlos Chávez als Dirigenten zusammen und wurde 1930 Mitglied des Boston Pops Orchestra, mit dem er häufig mit Arthur Fiedler als Duo arbeitete. Seit 1943 war er bei der Columbia Artists Company unter Vertrag. Als bedeutend gelten seine Aufnahmen der Rhapsody in Blue und des Klavierkonzertes von George Gershwin, von Sergei Rachmaninows Zweitem Klavierkonzert, der Klavierkonzerte von Edward MacDowell und einer Sammlung von Danzas des puerto-ricanischen Komponisten Juan Morel Campos.
Von 1931 bis 1936 war Sanromá Professor an der Universidad de Puerto Rico. Er wirkte dort an der Gründung des Konservatoriums mit und leitete bis zu seinem Tode dessen Klavierabteilung. Daneben unterrichtete er auch lange Zeit am New England Conservatory, das 1978 zu seinem 75. Geburtstag ein Konzert veranstaltete. Für seinen Wirken wurde er mit mehreren Ehrendoktortiteln geehrt.